# Фламіни

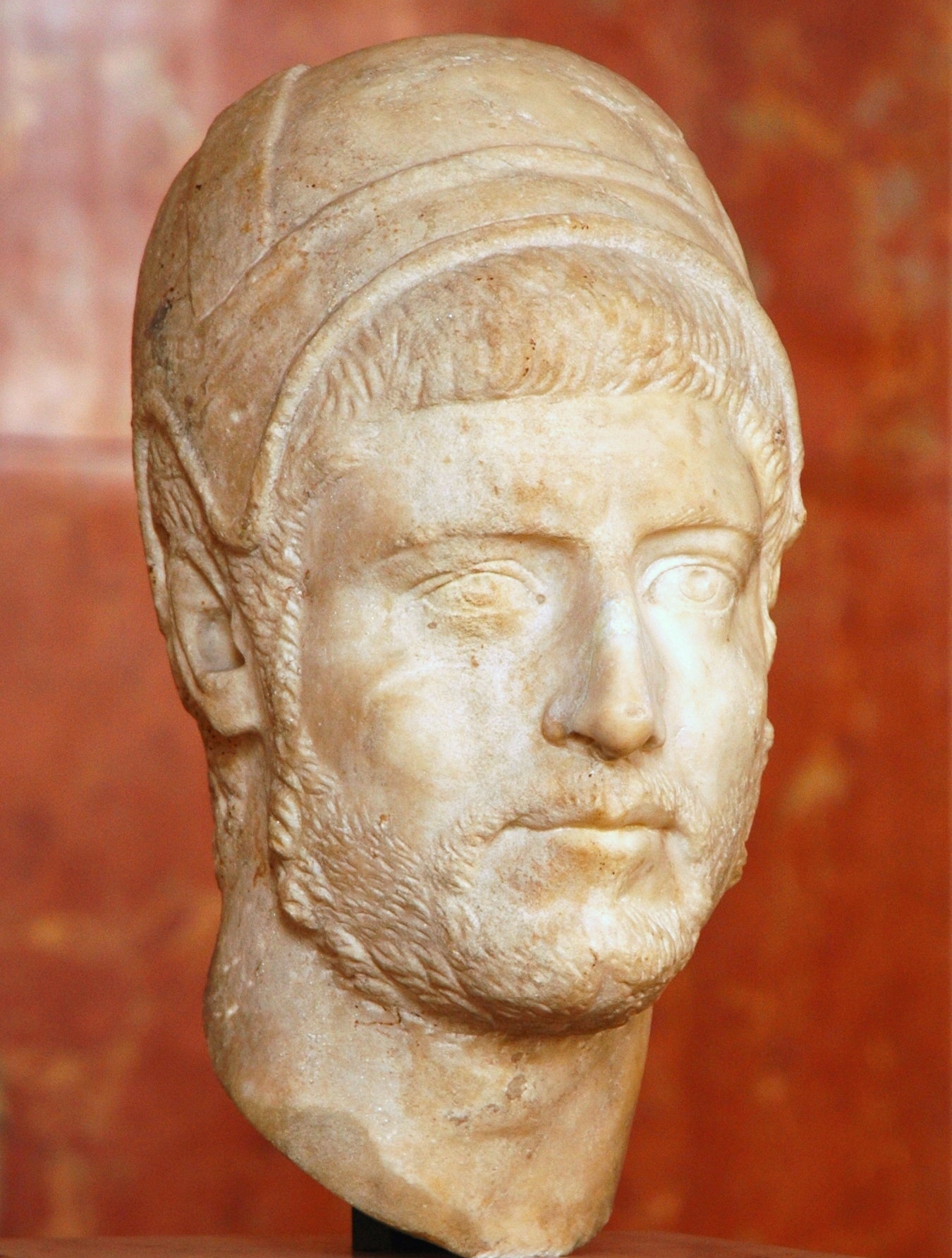
Фламін в жрецькій шапці (апекс). Бюст з Лувра

Фла́міни (лат. Flamines) — жерці для одного окремого божества у Стародавньому Римі. Колегію фламінів установив Нума Помпілій. 

## Flamines maiores
Посада фламінів була довічною, вони ділилися на 3 старших, що вибиралися з патриціїв і виконували культ Юпітера (Flamen Dialis), Марса (Flamen Martialis), Квіріна (Flamen Quirinalis).

## Flamines minores
Інші  12 молодших, які обиралися з плебеїв і були закріплені за другорядними богами: 
- Flamen Furrinalis (жрець Фурріни)
- Flamen Carmentalis (жрець Карменти)
- Flamen Volcanalis (жрець Вулкана)
- Flamen Cerealis (жрець Керери)
- Flamen Portunalis (жрець Портуна)
- Flamen Volturnalis (жрець Вольтурна)
- Flamen Palatualis (жрець Палатуї)
- Flamen Floralis (жрець Флори)
- Flamen Falacer (можливо від сабінського місця Falacrinae)
- Flamen Pomonalis (жрець Помони)
- Flamen жрець невідомого божества (можливо Лукулара)
- Flamen жрець невідомого божества (можливо Вірбіала).

В епоху імперії до існуючих фламінів додалися фламіни обожествлених імператорів.
Фламінами на початку своєї кар'єри були Юлій Цезар і Нерон.
Посада фламіна Юпітера обставлялася великою кількістю ретельно розроблених правил і табу: наприклад, ніжки ліжка, на якому він спить, мали бути забруднені грязюкою (це символізувало зв'язок із римською землею), а також мало знаходитись у вестибюлі (символ постійної доступності фламіна для громадян), він не міг виходити з дому з непокритою головою, їздити верхи, торкатися живих кіз, сирого м'яса, плюща, бобів. Фламін Юпітера зрікався сану після смерті своєї дружини. Останнє було пов'язане з двома речами: по перше, дружина фламіна у певному сенсі була дотична до посади та культового служіння свого чоловіка; по друге, лише смерть могла розлучити священниче подружжя.
Фламіни користувались великою шаною.
Інавгурація новообраних фламінів проходила на калатних коміціях.